# Maackiasläktet
Maackiasläktet (Maackia) är ett växtsläkte i familjen ärtväxter med 6 arter. Arten maackia (M. amurensis) odlas ibland som trädgårdsväxt i Sverige.